# Jenny Åkesson
Jenny Elida Åkesson Röslid, född 15 april 1867 i Köpenhamn, Danmark, död 12 februari 1941 i Lunds domkyrkoförsamling, Lund, var en svensk socialdemokrat. 
Hon var dotter till Karolina Åkesson och Hans Åkesson. Hon arbetade som piga och inledde före 1889 ett förhållande med socialisten Wilhelm Åhlund. Paret gifte sig aldrig, eftersom ateister inte fick gifta sig i Sverige, men levde tillsammans och hade flera barn. De var huvudsakligen bosatta i Lund. 
Både Åhlund och Åkesson var aktiva inom den svenska arbetarrörelsen. Åhlund förlorade flera gånger sitt arbete då hans chefer vägrade acceptera hans åsikter som ateist och nihilist, och detta i kombination med att han ofta var frånvarande på agitationsresor gjorde att Jenny Åkesson ofta själv fick ta hela försörjningsbördan för barnen. Jenny Åkesson själv engagerade arbetarkvinnorna i Lund, och var en av medgrundarna till både Lunds kvinnliga arbetarförbund 1892 (sedan Lunds socialdemokratiska förening) och Lunds socialdemokratiska kvinnoklubb 1906.